# Протасов, Клеон Георгиевич
Клеон Георгиевич Протасов (25 апреля 1923 — 18 мая 2008) — актёр Московского театра Сатиры. Заслуженный артист РСФСР (1974)

## Биография
Сын подданного Греции Георгия Попандопуло (предположительное написание фамилии) и Клавдии Ивановны Поздняковой; младший брат Георгия Георгиевича Попандопуло, который работал на радио под псевдонимом Георгий Рахманов как радиоведущий. После смерти родителей вместе с братом воспитывался тётей со стороны матери Верой Ивановной Протасовой в г. Лебедянь Липецкой области. После войны принял гражданство СССР.
Уехали с братом в Москву. Окончил строительный техникум, затем — Московское городское театральное училище. Учился на одном курсе с Верой Кузьминичной Васильевой, вспоминавшей о своей студенческой влюблённости в Протасова, и будущей супругой Маргаритой Павловной Мерзляковой (Протасовой).
Начинал карьеру в Центральном Доме Железнодорожника, затем перешёл в Театр Сатиры. Среди небольших, но заметных ролей — парторг в «Интервенции» Льва Славина (1967), белый офицер в «У времени в плену» Александра Штейна (1970). По воспоминаниям Александра Ширвиндта, был увлечённым рыбаком.
Выступал также как чтец и радиоведущий (программа «Восемь песен в студии», 1983—1984).

## Фильмография
- 1955 — Сын — лейтенант милиции
- 1958 — На дорогах войны
- 1963 — Короткие истории
- 1963 — Секретарь обкома — Андрей Николаевич Булавин, работник химкомбината
- 1967 — Генерал Рахимов
- 1968,1970,1971 — Освобождение
- 1969 — Он был не один
- 1971 — Когда море смеётся
- 1973 — Семнадцать мгновений весны — стенографист Сталина
- 1973—1983 — Вечный зов — Павел Филиппович
- 1976 — Пощёчина — Петрищев
- 1979 — Следствие ведут Знатоки — сотрудник КГБ